# Folschviller
 Folschviller  es una población y comuna francesa, en la región de Lorena, departamento de Mosela, en el distrito de Forbach y cantón de Saint-Avold-1.

## Demografía
| 5078 | 4825 | 4712 | 4957 | 4581 | 4635 |
| Para los censos de 1962 a 1999 la población legal corresponde a la población sin duplicidades (Fuente: INSEE [Consultar]) |      |      |      |      |      |